# 20-фунтовая скорострельная пушка

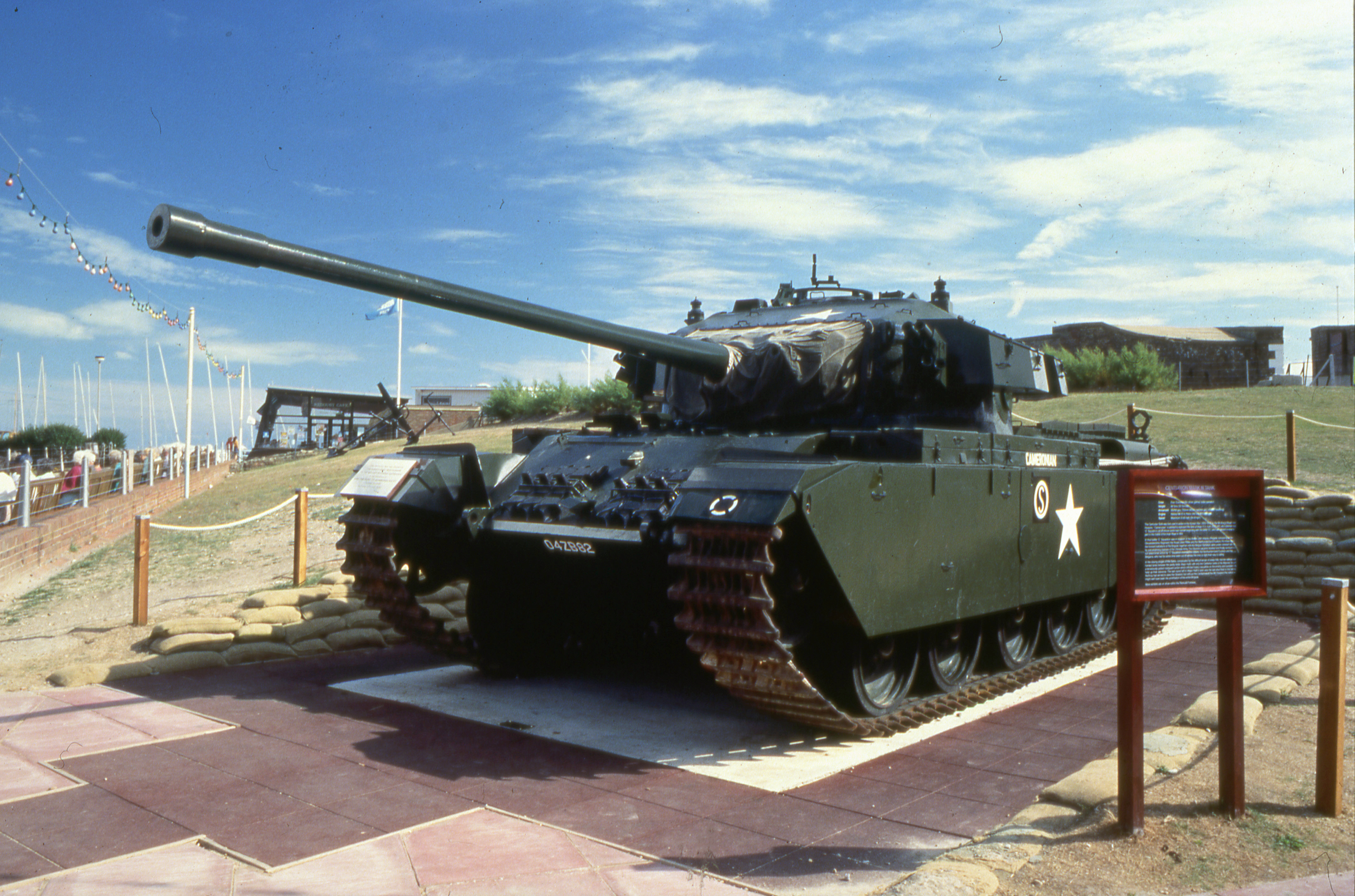
Танк «Центурион» с 20-фунтовой пушкой

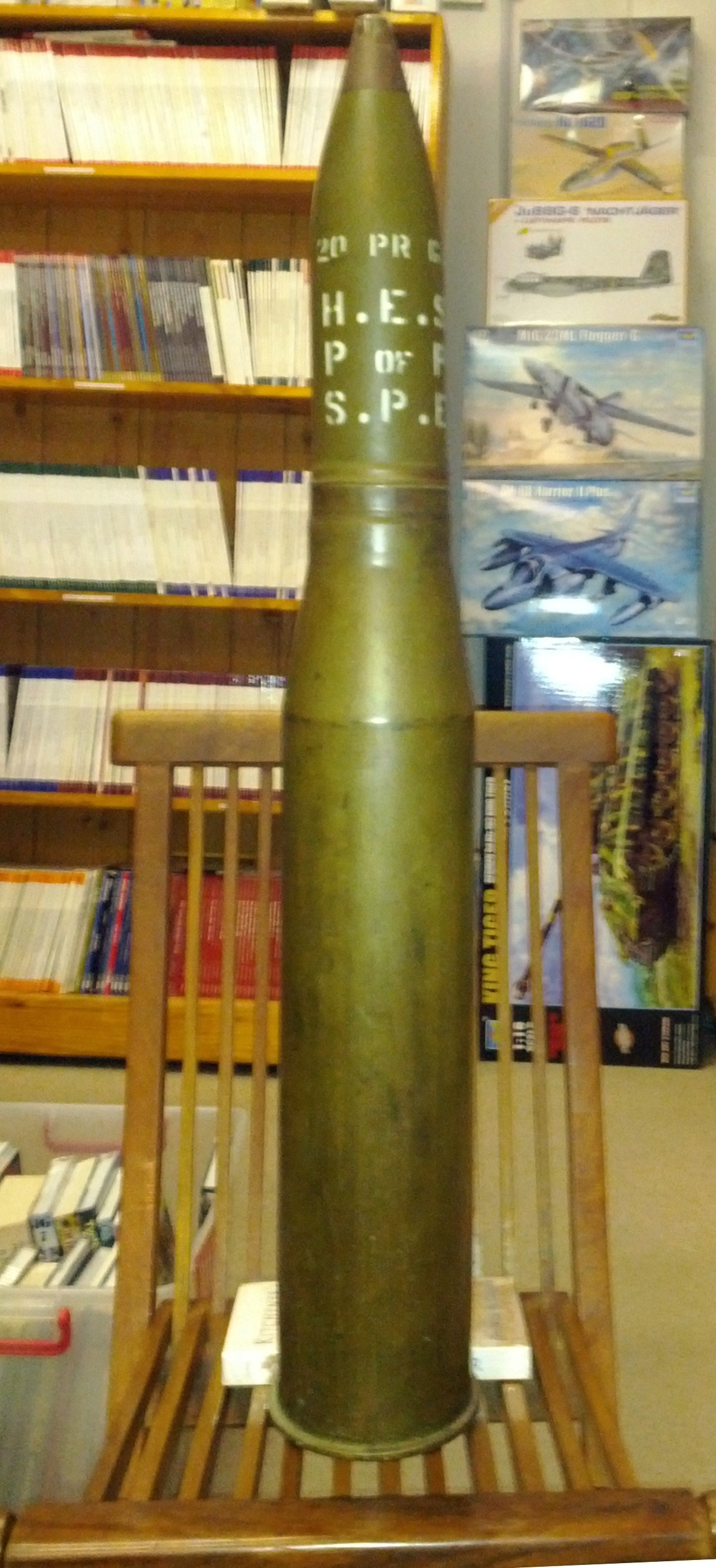
Выстрел 20-фунтовой пушки с ОФС

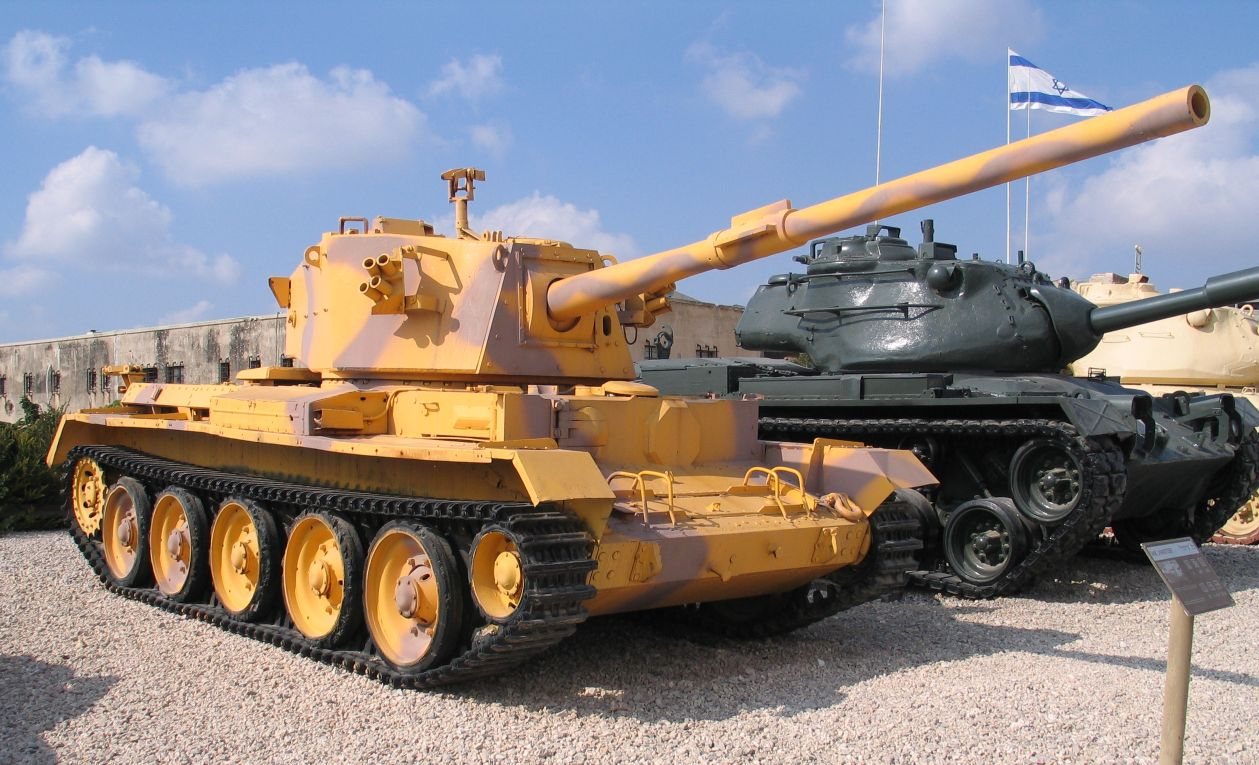
Танк «Чариотир» с 20-фунтовкой с эжектором

Скорострельная 20-фунтовая пушка («20-фунтовка») англ. QF 20 pounder — британская 83,9-мм (84-мм) нарезная танковая пушка второй половины 1940-х годов.

## История и применение
Была разработана в первые послевоенные годы, частично на основе конструкции германской 88-мм танковой пушки KwK.43. 20 pounder стала первым танковым орудием, в качестве основного бронебойного боеприпаса использовавшим снаряд с отделяющимся поддоном.
С 1948 года 20 pounder устанавливалась на средний танк «Centurion» Mk.3 и последующие его модификации, вплоть до 1958 года, когда на «Centurion» Mk.7 её сменила новая 105-мм пушка L7.
Кроме того, 20 pounder устанавливалась на среднем танке «Charioteer», произведённом в 1952 году серией из 200 единиц переоборудованием танков «Cromwell». 21 танк «Conqueror» первого выпуска (FV221 «Caernarvon») также был построен с этой пушкой.
Кроме британских машин, 20 pounder устанавливалась на швейцарском основного боевом танке Pz.58, прототипе Pz.61, серийный вариант которого вооружался 105-мм L7.

## Боевая эффективность
В ходе индо-пакистанской войны 1965 года между танками «Центурион» и М48, на основе боевого опыта было отмечено что 84-мм орудие имеет превосходство в 400 метров над 90-мм пушкой M41 в дальности пробития.

### Против авиации
В ходе военных конфликтов с помощью этого орудия был сбит один вертолёт.
12 сентября 1965 года в ходе войны между Индией и Пакистаном, танк «Центурион» 17-го полка «Poona Horse» командира Наиба Сингха и наводчика Совара Сингха выстрелом осколочно-фугасного 84-мм снаряда сбил пакистанский вертолёт Bell OH-13.

## Некоторые основные характеристики боеприпасов
Начальная скорость бронебойного снаряда 1 020 м/с, подкалиберного 1 465 м/с.
Бронепробиваемость по нормали бронебойного снаряда около 210 мм, а подкалиберного 287—305 мм (по различным данным) на дальности 1000 м.
Также пушка могла стрелять выстрелами с осколочно-фугасными снарядами с начальной скоростью 602 м/с и картечью — 251 м/с.